# Marina Machado
Marina Machado (* 20. Oktober 1972 in Belo Horizonte) ist eine brasilianische Sängerin.

## Werdegang
Sie ist die Tochter des Rechtsanwaltes Oswaldo Machado dos Santos und der Unternehmerin Rosélia Maria Machado de Almeida. Marina studierte lyrischen und Populärgesang. 
Ihre ersten Auftritte als professionelle Sängerin hatte Machado in den Musicals Hollywood-Bananas und Na Onda do Rádio. Daneben bildete sie von 1992 bis 1995 mit den Musikern Podé und Maurinho Nastácia das Trio Zoombeedoo, die Gruppe interpretierte einen Stil zwischen brasilianischer Musik und Rock. Sie gründete die Companhia Burlantins, mit der sie das Stück O Homem da Gravata Florida schrieb, in dem sie auch mitwirkte. Im Jahr 1998 brachte sie zusammen mit Regina Spósito die CD Desoriente um País heraus, im Stil Hebraico interpretierten sie ihre Musik mit hebräischen und jiddischen Elementen.
Im Jahr 1999 wurde sie zur Teilnahme an der Show Hermeto Pascoal im Palácio das Artes, in Belo Horizonte eingeladen. Sie begleitete Milton Nascimento auf dessen Tour zu seiner CD Crooner. 
Als Nächstes produzierte sie die Demo-CD Candombe da Serra do Cipó mit afro-brasilianischer Roots-Musik, die Beschäftigung mit diesem Musikstil hatte großen Einfluss auf die Arbeit der Sängerin. Die Aufnahmen von Marina Machado fanden Aufnahme in die brasilianische Kartographie Musiki von Itau Cultural. Machado war beteiligt an CDs von Tavinho Moura, an Liliputz von der Gruppe Armatrux, an O Poder Mágico von Telo de Borges, an Livramento von Flavio Henrique und Chico Amaral und an einer Reggae-Version des Liedes Amor de Indio mit Ronaldo Bastos und Beto Guedes.  Sie sang vier Lieder auf der CD Pietá von Milton Nascimento. Auf der 2008 erschienenen CD von Marina Machado Tempo Quente sind unter anderem Milton Nascimento, Seu Jorge und Samuel Rosa zu hören.

## Diskografie (Auswahl)
- Baile das Pulgas (1999)
- Marina 6 horas da tarde (2002)
- Tempo Quente (2008)

## Auszeichnungen
- Mit der CD Baile das Pulgas gewann Marina Machado die Troféu Pró-Música der besten CD 1999 in Minas Gerais.
- 2002 wurde Marina Machado zu besten Sängerin von Minas Gerais gewählt.